# Euphyia oxyodonta
Euphyia oxyodonta là một loài bướm đêm trong họ Geometridae.